# Pseudotothyris
Pseudotothyris – rodzaj słodkowodnych ryb sumokształtnych z rodziny zbrojnikowatych (Loricariidae).

## Zasięg występowania
Brazylia.

## Klasyfikacja
Gatunki zaliczane do tego rodzaju:
- Pseudotothyris ignota
- Pseudotothyris janeirensis
- Pseudotothyris obtusa

Gatunkiem typowym jest Otocinclus obtusus (P. obtusa).